# The Charge of the Light Brigade (1936)
The Charge of the Light Brigade is een Amerikaanse zwart-wit avonturenfilm uit 1936 onder regie van Michael Curtiz. In Nederland werd de film destijds uitgebracht onder de titel De charge der lichte brigade.

## Verhaal
Majoor Geoffrey Vickers is getuige van een aanval door Surat Khan op een Brits kamp in Indië. Daarbij komen veel vrouwen en kinderen om het leven. Majoor Vickers heeft wraak in de zin.

## Overig
De film is losjes geïnspireerd op de historische Charge van de Lichte Brigade, maar behalve de charge zelf is het verhaal geheel fictie.
Dit was de tweede film met Errol Flynn en Olivia de Havilland samen in de hoofdrollen, na Captain Blood (onder dezelfde regisseur).
Dit was ook een vroege film van David Niven, die in 1975 een semi-autobiografische verhalenbundel uitbracht met als titel : Bring on the empty horses (naar een opdracht van Curtiz tijdens de opnames). Een van de elementen die hij beschreef betrof de omgang met paarden: bij het filmen van de charge werden massaal paarden ten val gebracht. Daarbij kwamen een aantal paarden om het leven (hoeveel precies is omstreden), wat voor veel beroering in de media zorgde. De film zou de directe aanleiding geweest zijn voor federale wetten om dieren te beschermen tijdens het maken van films. De filmmaatschappij zou de film zo controversieel gevonden hebben dat ze film niet opnieuw vertoonde; pas toen de rechten op de film verkocht werden aan een maatschappij die zich minder om paarden bekommerde was de film weer te zien.

## Rolverdeling
| Acteur              | Personage               |
| ------------------- | ----------------------- |
| Errol Flynn         | Majoor Geoffrey Vickers |
| Olivia de Havilland | Elsa Campbell           |
| Patric Knowles      | Kapitein Perry Vickers  |
| Henry Stephenson    | Charles Macefield       |
| Nigel Bruce         | Benjamin Warrenton      |
| Donald Crisp        | Kolonel Campbell        |
| David Niven         | Kapitein Randall        |
| C. Henry Gordon     | Surat Khan              |
| G.P. Huntley        | Majoor Jowett           |
| Robert Barrat       | Graaf Igor Volonoff     |
| Spring Byington     | Octavia Warrenton       |
| E.E. Clive          | Humphrey Harcourt       |
| J. Carrol Naish     | Majoor Puran Singh      |
| Walter Holbrook     | Kornet Barclay          |
| Princess Baba       | Moeder van Prema        |